# Selamia reticulata
Selamia reticulata là một loài nhện trong họ Zodariidae.
Loài này thuộc chi Selamia. Selamia reticulata được Eugène Simon miêu tả năm 1870.